# Oculus (arhitectură)

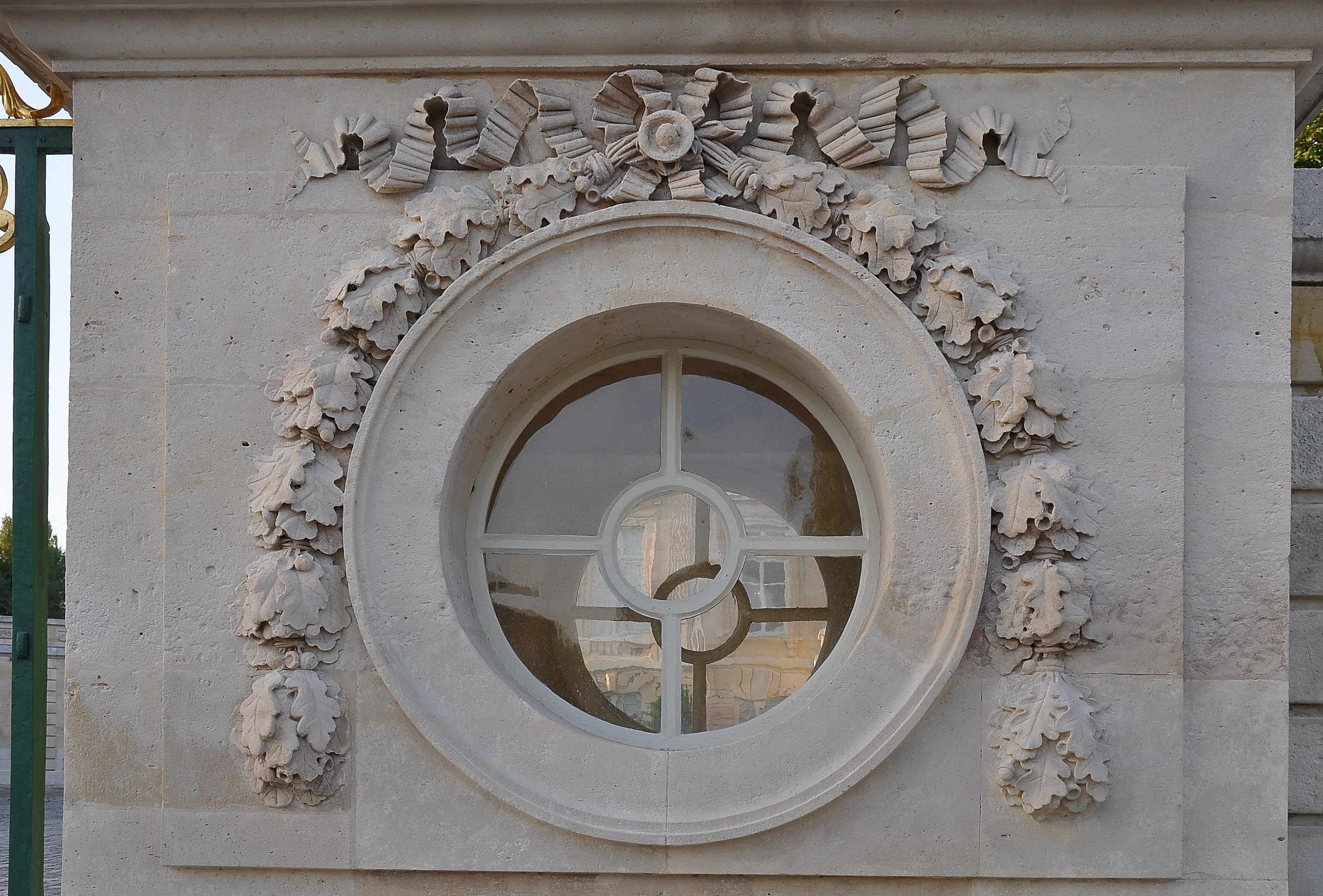
Oculus al unui pavilion la intrarea în Micul Trianon de la Versailles, Franța.

Un oculus este o deschidere rotundă, uneori ovală sau poligonală, într-un perete sau boltă. Acest termen de origine latină se traduce „ochi” în română.
În varianta sa cea mai simplă, este o deschizătură, rotundă sau ovală, într-un perete vertical. Când această deschidere este de dimensiuni modeste și este situată la înălțime, în special într-o lucarnă, este adesea numită în franceză œil-de-bœuf, iar în română ochi-de-bou. Anumiți oculi murali instalați într-un perete interior sau exterior al unui sanctuar catolic și care le permit oamenilor să urmărească sărbătoarea se numesc hagioscoape. În sfârșit, în arhitectura romanică și mai ales gotică, oculi pereților de fațadă ai bisericilor și catedralelor pot atinge dimensiuni mari, decorați cu garnituri și vitralii, fiind apoi numiți roze sau rozase.

Oculi orizontali pot fi găsiți în centrul multor cupole, de exemplu în arhitectura antică și, mai târziu, în arhitectura renascentistă și barocă. În timp ce în Antichitate, oculi ai cupolelor erau uneori lăsați deschiși, astfel încât ploaia să cadă în interiorul clădirii, începând cu Renașterea, acești oculi au fost cel mai adesea acoperiți de un lanternou. În turnurile clopotniță, oculi destul de mari din bolți permiteau ridicarea clopotelor în camera clopotniței.

## Istoric

### Arhitectură clasică
Oculusul a fost folosit de romanii antici, unul dintre cele mai frumoase exemple fiind cel din cupola Panteonului. Deschis spre intemperii, el permite ploii și aerului să intre și să cadă pe podea, de unde este evacuat prin canale de scurgere. Deși deschiderea pare mică, aceasta are de fapt un diametru de 8,7 m, ceea ce îi permite să lumineze clădirea.

### Arhitectură bizantină
Oculusul a fost utilizat pe scară largă în arhitectura Imperiului Bizantin. A fost aplicat la clădiri din Siria în secolele al V-lea și al VI-lea și din nou în secolul al X-lea. În Biserica Myrelaion din Constantinopole (c. 920), există doi oculi pe ambele fațade laterale.

### Renașterea
Primele exemple de oculus în arhitectura renascentistă pot fi văzute în Catedrala din Florența, în cleristoriul navei și în coroanele arcelor arcadelor.

### Neoclasicism
De la renașterea construcției de cupole începând cu Renașterea italiană, oculi deschiși au fost înlocuiți de cupole care transmit lumina și alte ferestre rotunde, deschideri și luminatoare. Acestea pot fi văzute în frontonul Vilei Rotonda a lui Palladio, deși nu și în cupolă. Utilizarea ferestrelor oculus a devenit mai populară în arhitectura barocă. Utilizate pe scară largă de arhitecții neo-palladieni, inclusiv de Colen Campbell, una dintre ele poate fi văzută în cupola Rotondei lui Thomas Jefferson de la Universitatea din Virginia.

## Galerie de imagini

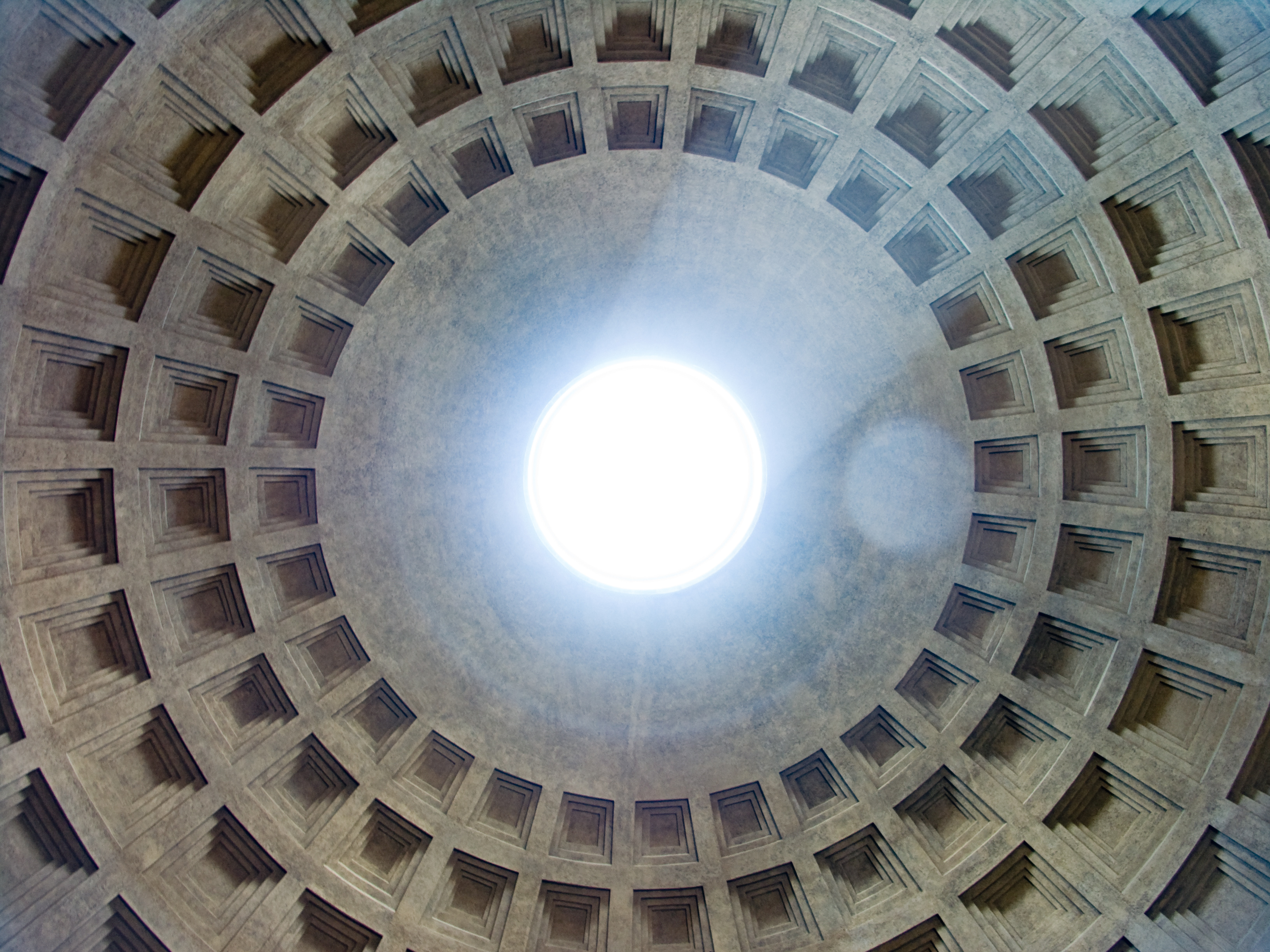
Oculus cu diametrul de 8,7 m al cupolei Panteonului din Roma. Deschiderea nu este protejată de un lanternou.
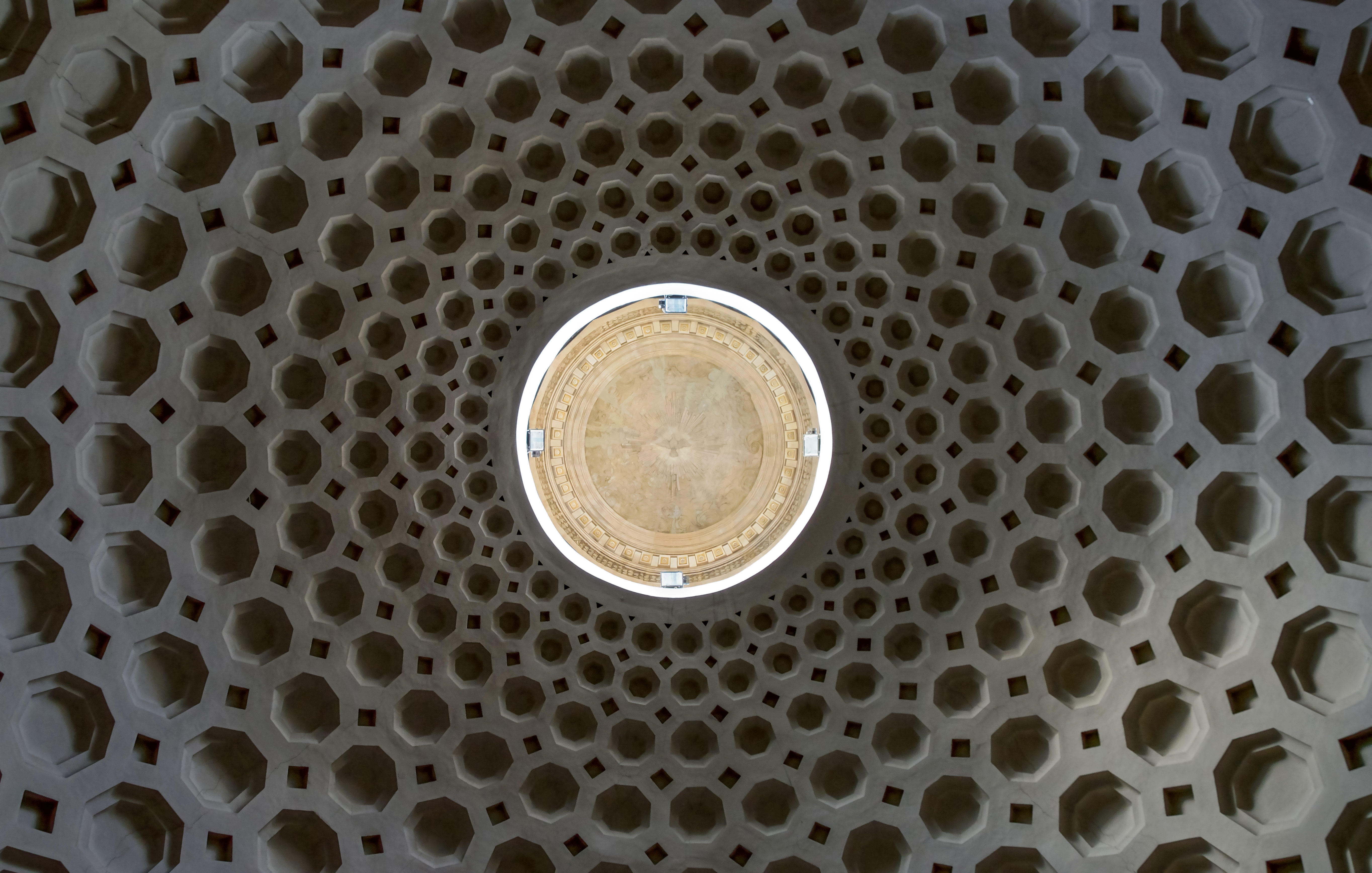
Cupola cu casete octogonale și oculus-ul Bisericii San Bernardo alle Terme, Italia.
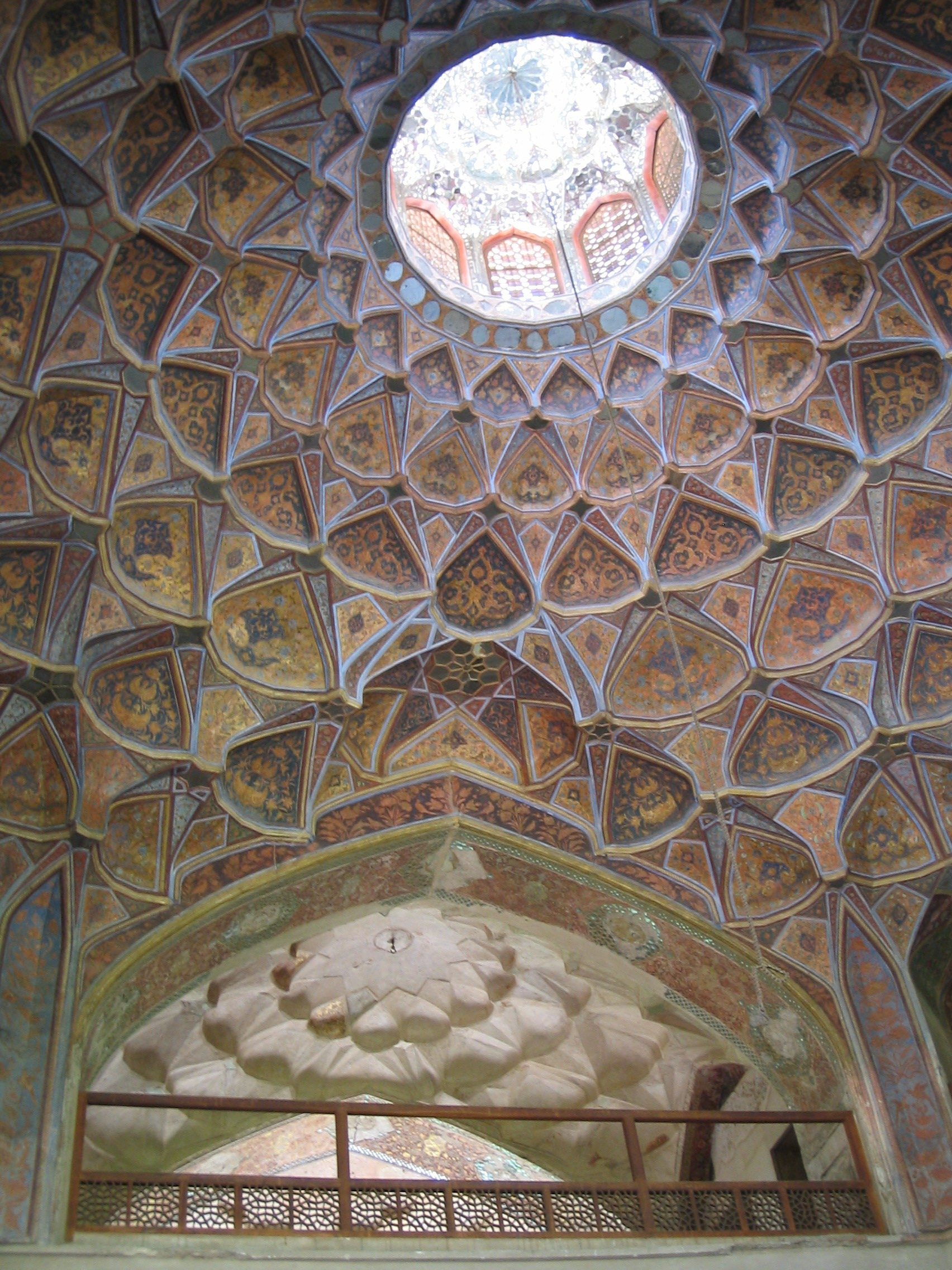
Oculus în plafonul de inspirație safavidă al Hacht Behecht, un palat situat la Ispahan, în Iran.
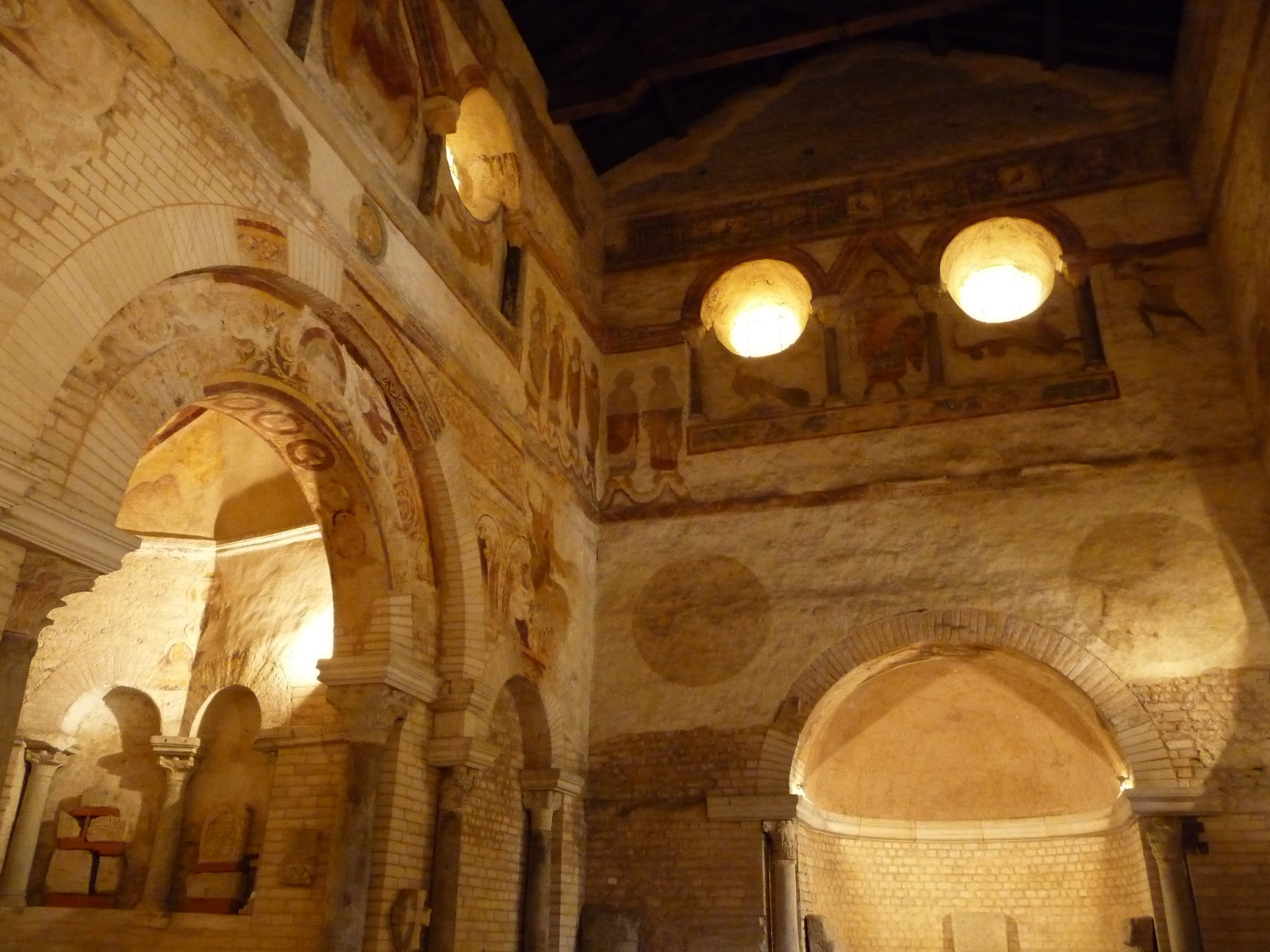
Vedere spre trei dintre oculi părții merovingiene a baptisteriului Saint-Jean din Poitiers, Secolul al VI-lea-al VII-lea, Franța.
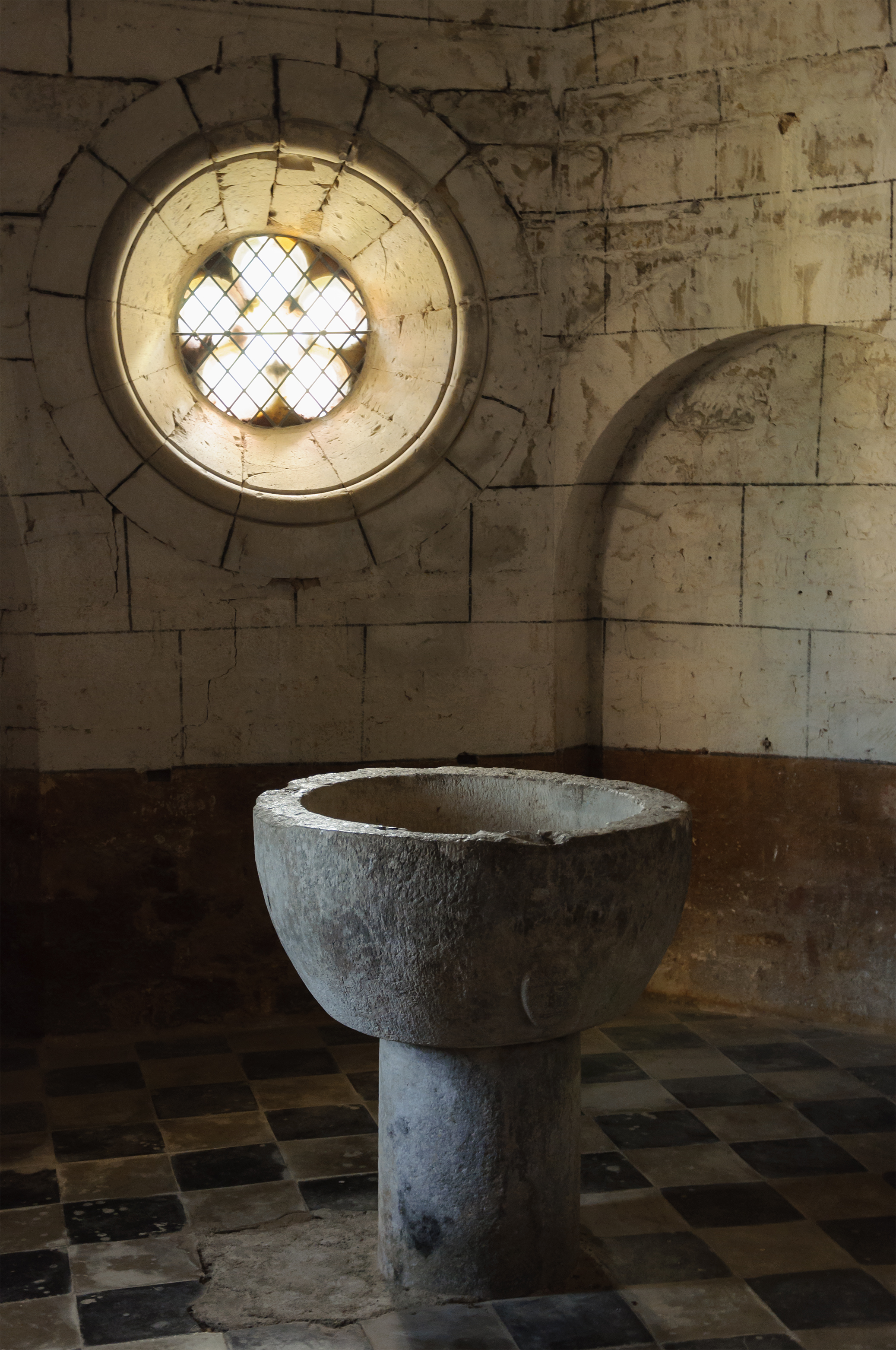
Oculus quintilobat în Biserica Sainte-Blaise de Lacommande (Pyrénées-Atlantiques, Franța).
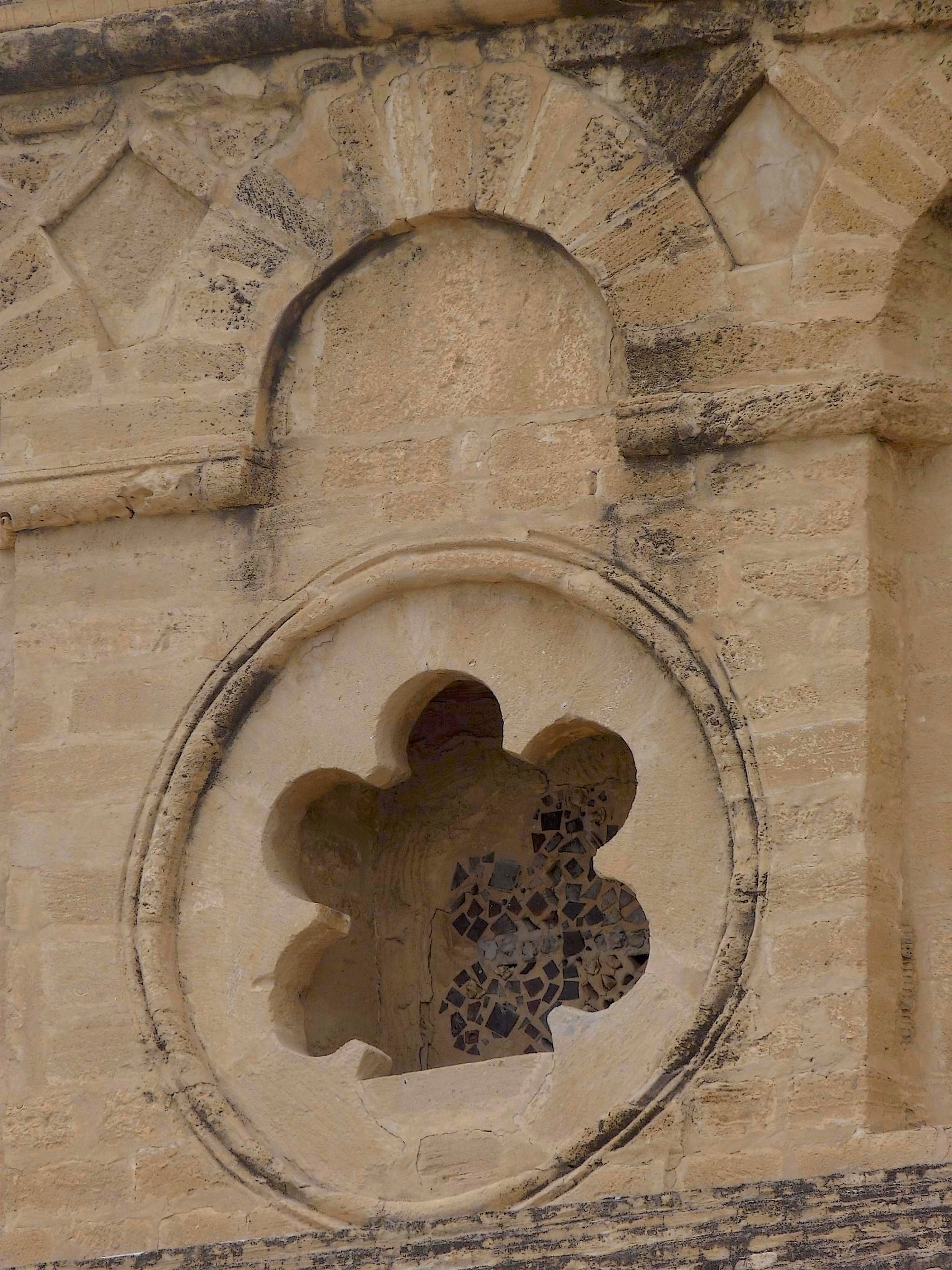
Oculus lobat la baza unui dom al Marii Moschei din Kairouan, Tunisia.
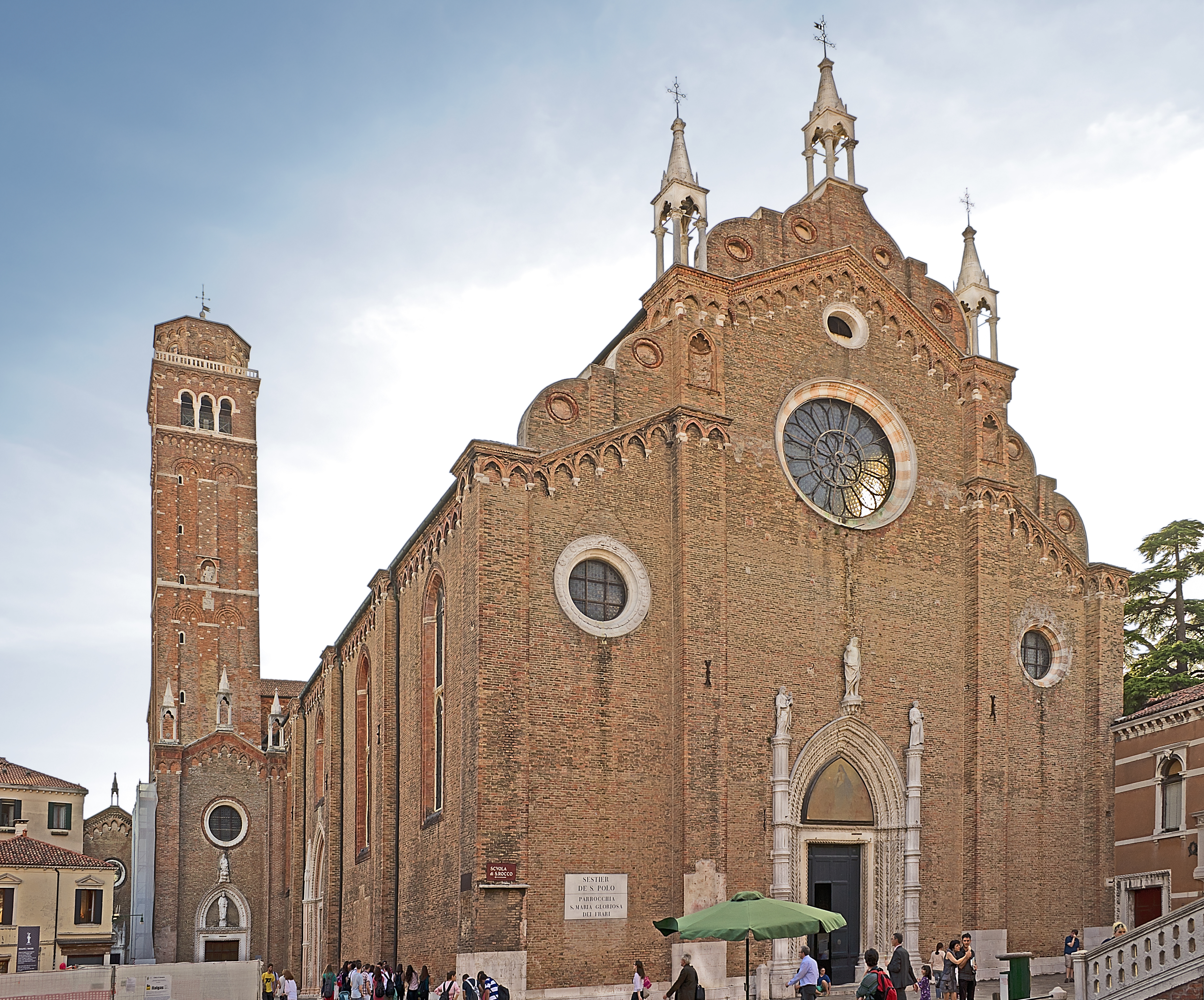
Oculi de la Bazilica Santa Maria Gloriosa dei Frari din Veneția, Italia.
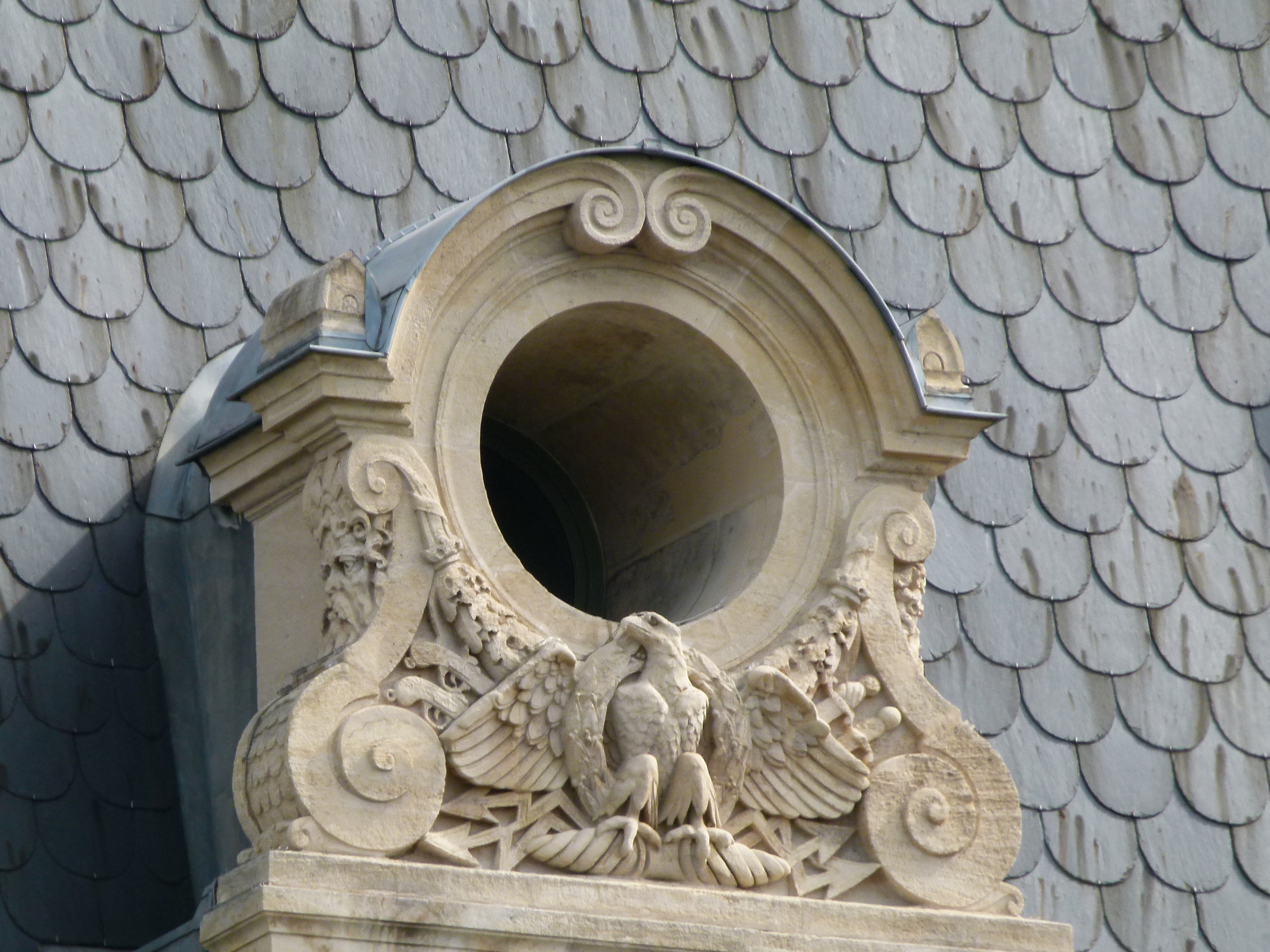
Un ochi-de-bou de la Prefectura de Poliție din Paris.
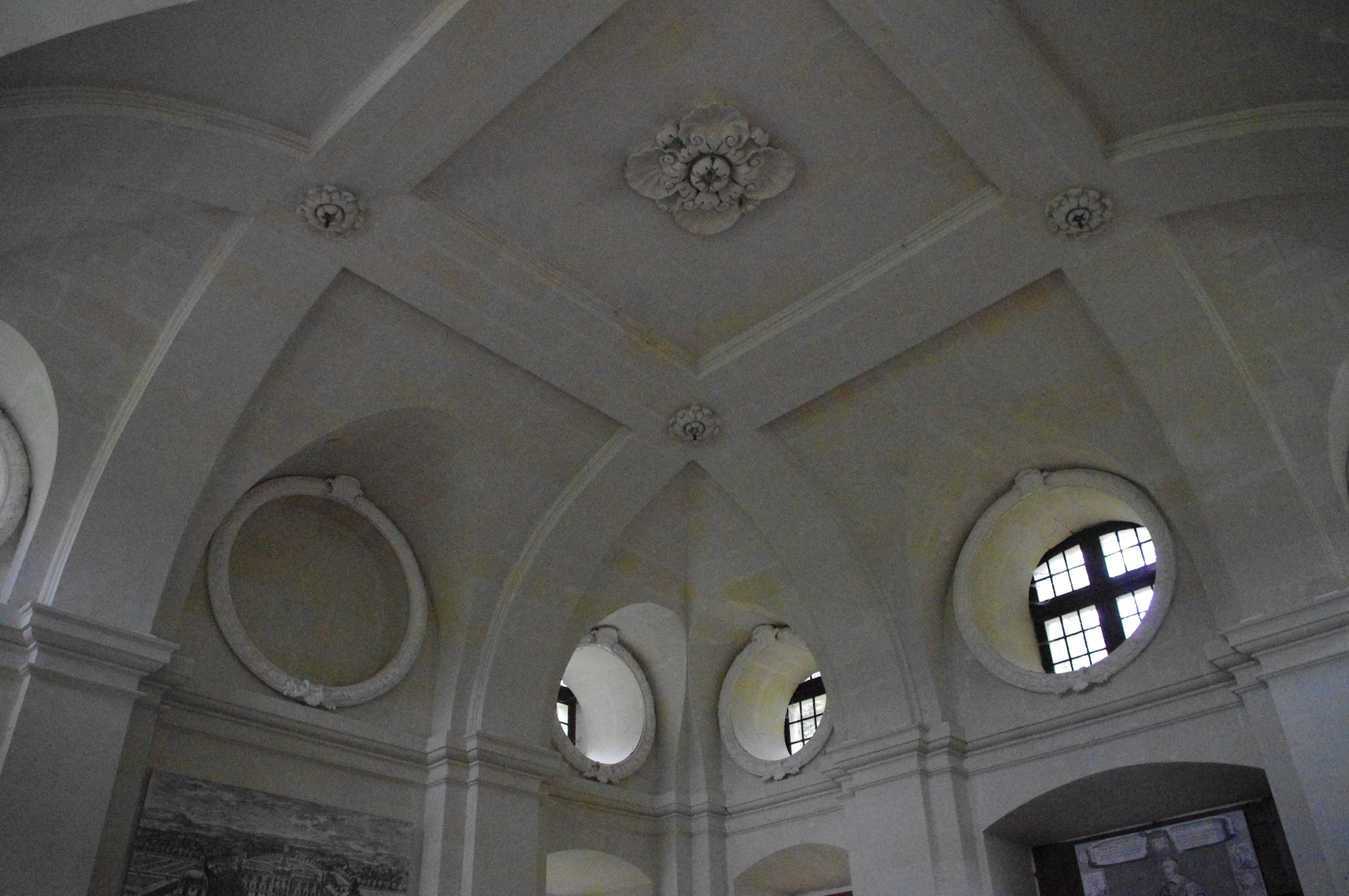
Oculi ai pavilionului Domului, la Richelieu (Indre-et-Loire), Franța.
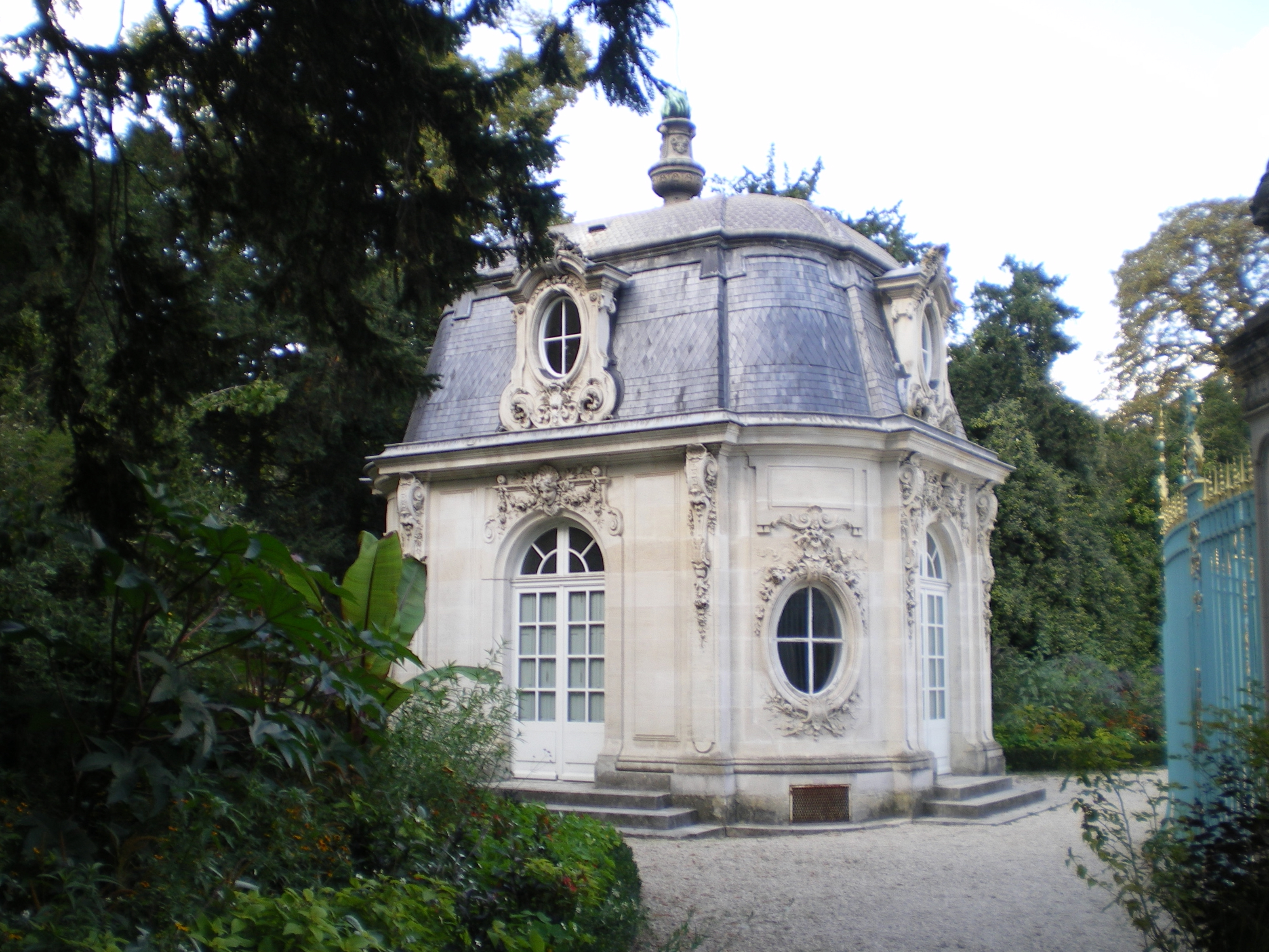
Oculi ovali ai pavilionului Louis XV din Parc de Bagatelle, la Paris.
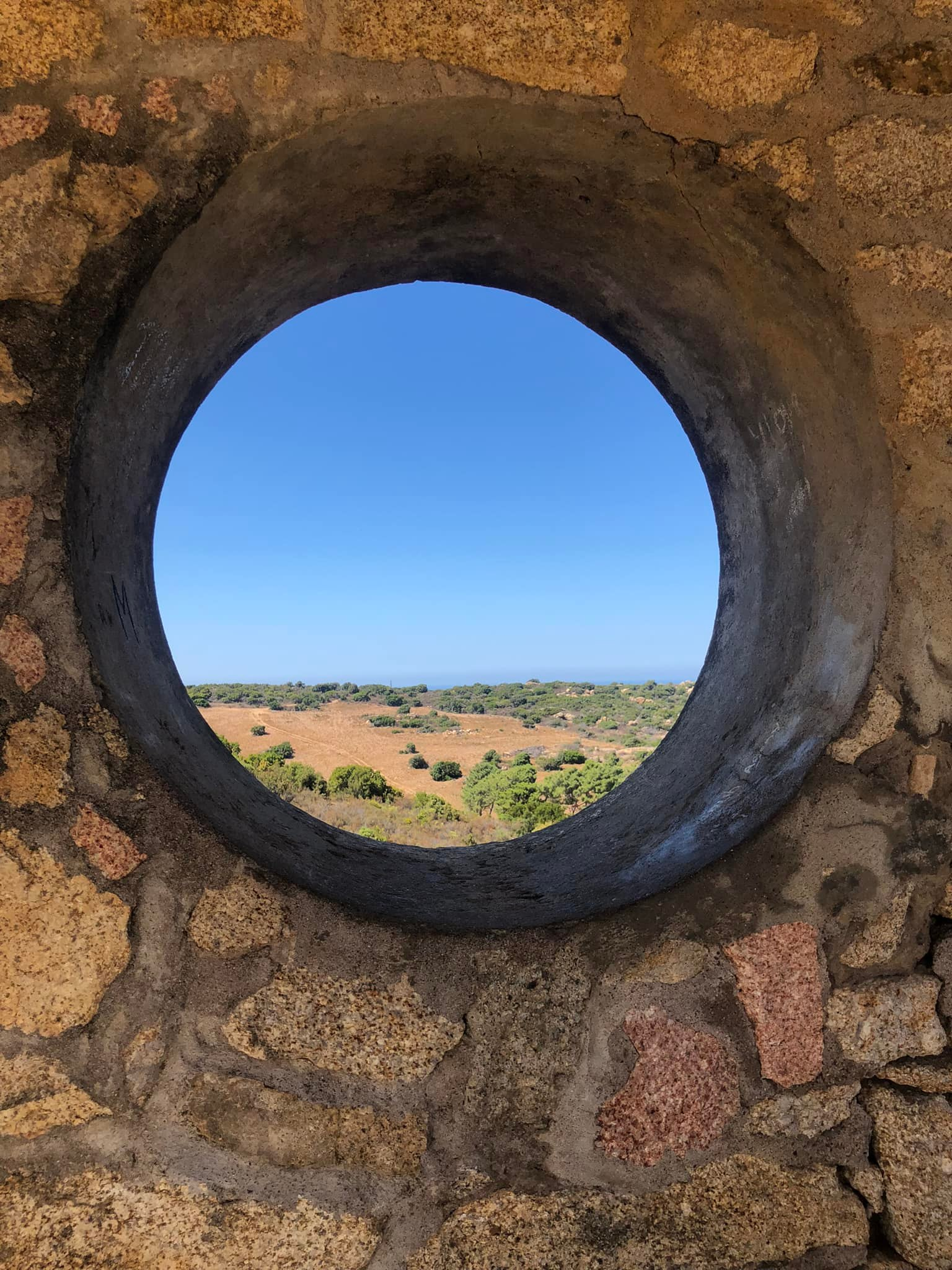
Oculus al capelei de la Notre-Dame de la Serra, la Calvi, Corsica, Franța.
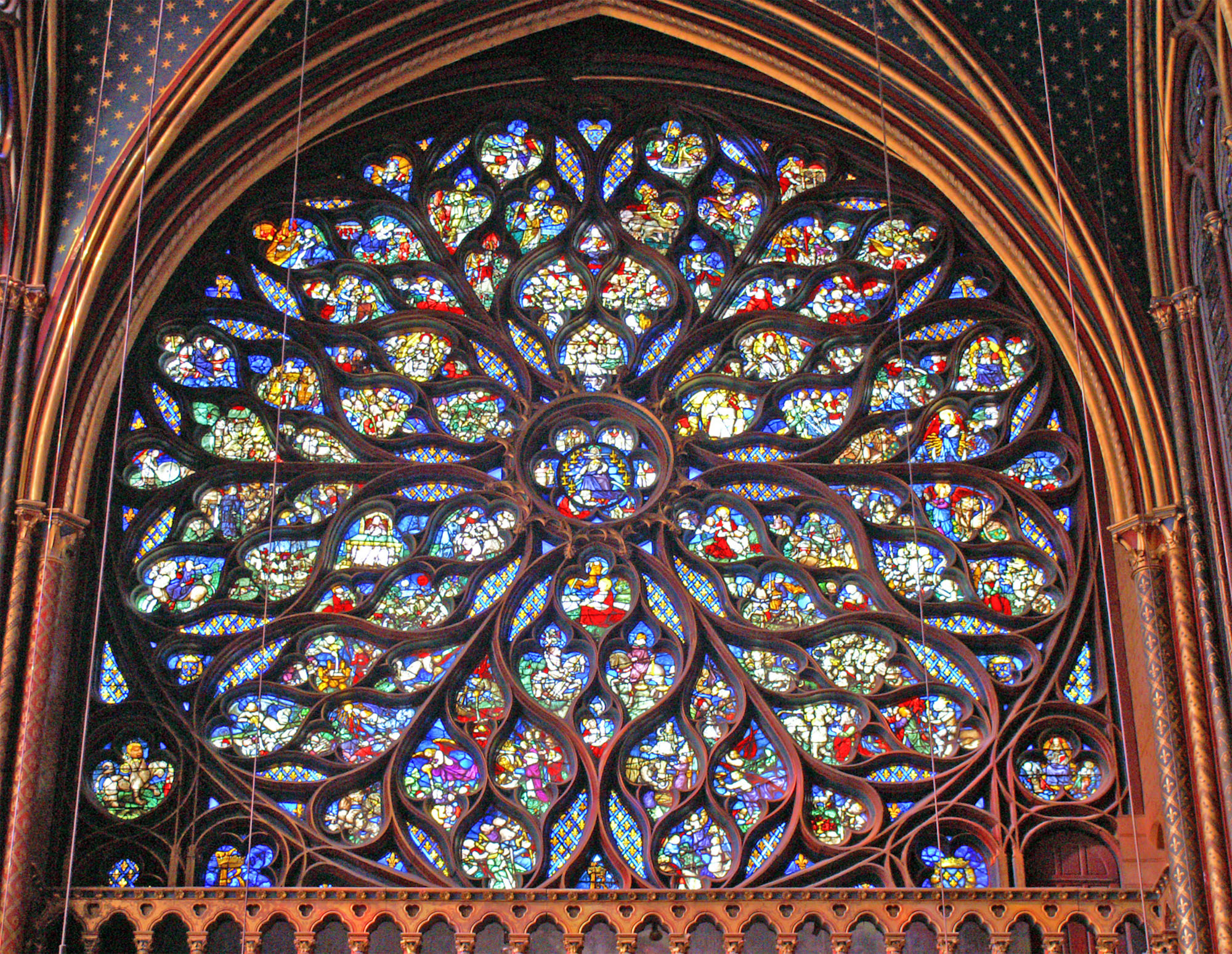
Rozasă la Sainte-Chapelle, din Paris, Franța
Catedrala din Florența; cupola realizată de Brunelleschi